# Cavité articulaire
Une cavité articulaire est l'espace situé entre les extrémités osseuses intervenant dans une articulation.
Dans les amphiarthroses, elle est inconstante ou juste ébauchée. Elle est constante dans les diarthroses et est une caractéristique des jointures synoviales.

## Structure
Pour les diarthroses, elle est limitée par les surfaces articulaires et par une membrane synoviale. Cette dernière s'insère sur le pourtour du revêtement cartilagineux des surfaces articulaires.  Elle est remplie de liquide synovial.
Elle peut comporter des diverticules constituant des récessus articulaire.

## Aspect clinique
Le liquide synovial peut devenir le siège d'une infection entrainant une arthrite septique.